# Lista de reis de Mari
Aqui é uma lista de monarcas que governaram em Mari durante a Idade do Bronze. A lista pode ser dividida em três reinos.

## Sobre a lista

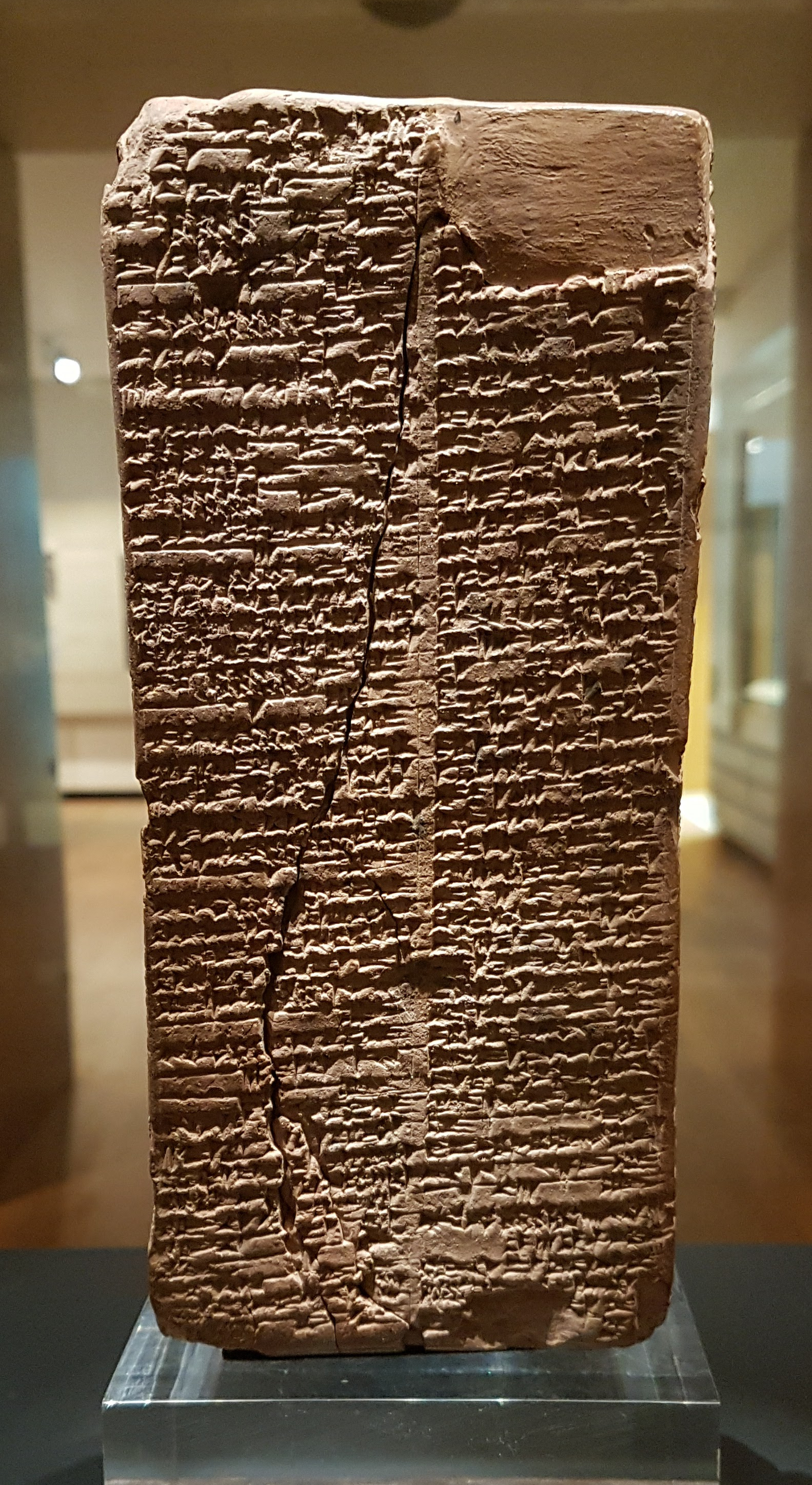
Estela com a lista de reis da Suméria

A Lista Real Sumeriana registra uma dinastia de seis reis de Mari gozando de hegemonia entre as dinastia de Adabe e Quis. Os nomes dos reis mariotas foram danificados nas cópias mais antigas da lista, e estes reis foram correlacionados com os reis históricos que pertenceram à segunda cidade. Contudo, uma cópia não danificada da lista que data do período babilônico antigo foi descoberta em Subate-Enlil, e os nomes não possuem nenhuma semelhança com os monarcas historicamente atestados da segunda cidade, indicando que os compiladores da lista tinham uma dinastia mais velho e provavelmente lendária em mente, que predatou a segunda Mari.
A ordem cronológica dos reis do segundo reino é incerta; no entanto, se assume que a carta de Enadagã lista-os cronologicamente. Muitos dos reis foram atestados através de seus objetos votivos descobertos na cidade, e as datas são amplamente especulativas.
Para os xacanacus, as listas estão incompletas e após Hanundagã que governou no fim do período Ur em ca. 2 008 a.C. (ca. 1 920 a.C. pela cronologia curta), eles estão cheias de lacunas. Prováveis 13 xacanacus sucederam Hanundagã, mas apenas alguns são conhecidos, com o último conhecido reinando não muito antes do reinado de Iaguide-Lim que fundou a dinastia Lim em ca. 1 830 a.C..

## Os Três Reinos
| Rei                                                          | Comprimento do reinado | Notas |
| ------------------------------------------------------------ | ---------------------- | --- |
| Primeiro Reino                                               |                        | |
| Reis de acordo com a Lista Real Sumeriana                    |                        | |
| Ambu                                                         | 30 anos                | Esse nome é também lido Ilsu. |
| Amba                                                         | 17 anos                | Seu epíteto foi dado na lista como "o filho de Ambu".                                                                            |
| Bazi                                                         | 30 anos                | Seu epíteto foi dado na lista como "o coureiro" na lista.                                                                        |
| Zizi                                                         | 20 anos                | Seu epíteto foi dado na lista como "o Pisoteador".                                                                               |
| Limer                                                        | 30 anos                | Seu epíteto foi dado na lista como "o sacerdote gudugue".[g]                                                                     |
| Sarrumiter                                                   | 9 anos                 | |

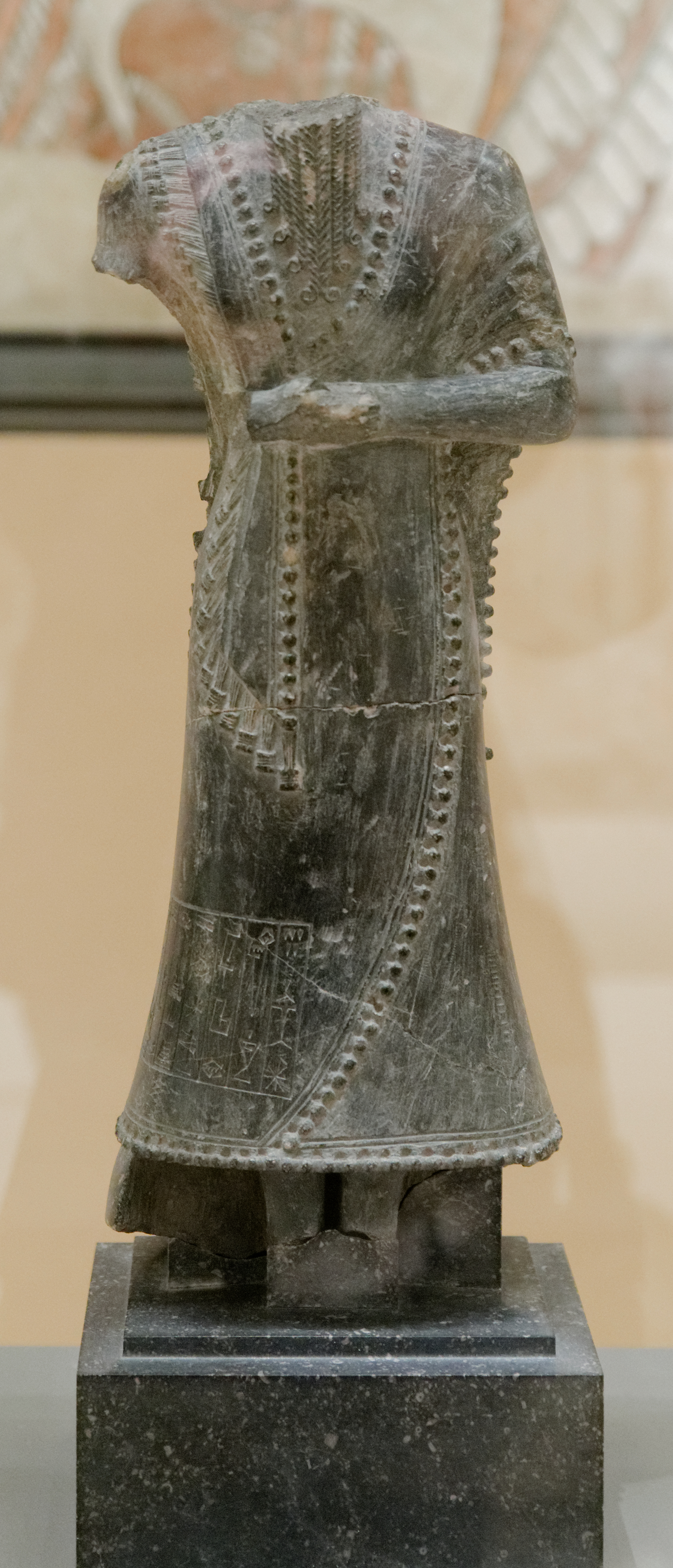
Estátua de Idi-Ilum (ca.)

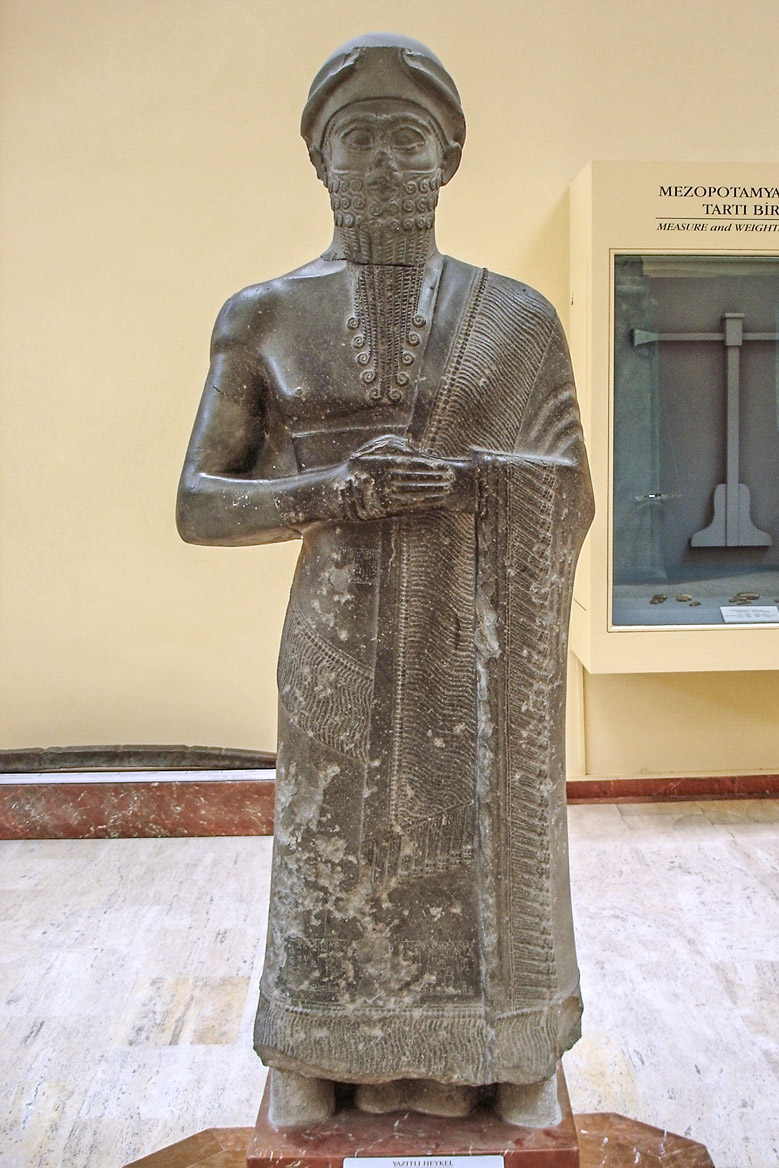
Puzuristar, xacanacu de Mari

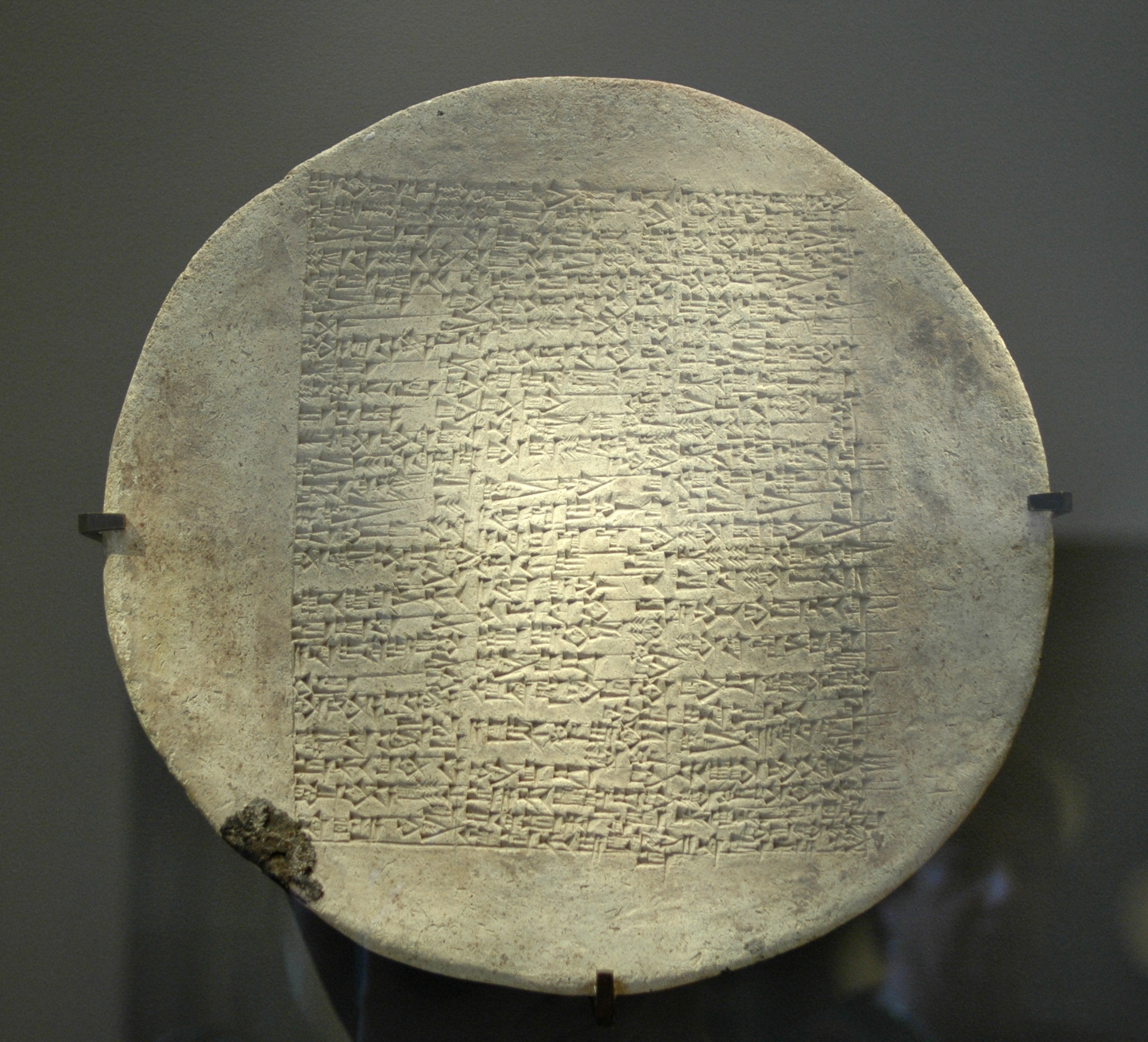
Inscrição de Iadunlim (ca.)

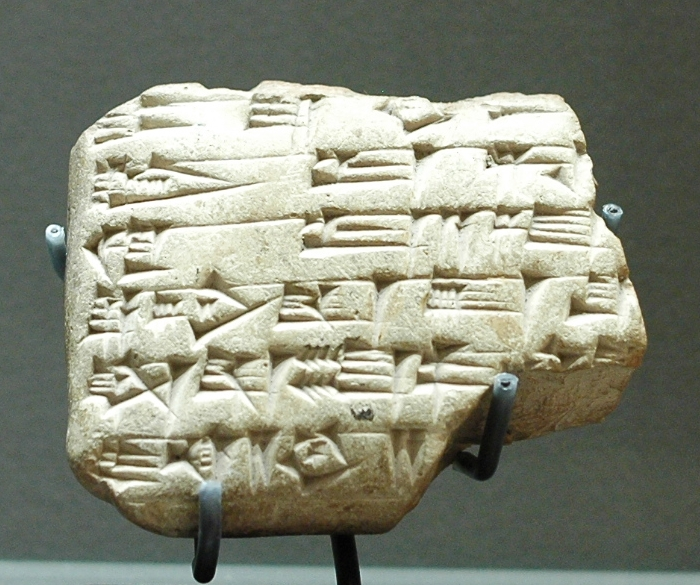
Tablete de Zinrilim (ca.)

| "Então Mari foi derrotada e a realeza foi levada para Quis." |                        | |
| Segundo Reino                                                |                        | |
| Icunsamas                                                    |                        | Reinou antes do reinado de Ur-Nanse de Lagas.                                                                                    |
| Icunsamagã                                                   | c. 2 453 a.C.          | Sua estátua votiva foi descoberta em Mari.                                                                                       |
| Ansude                                                       | c. 2423-2 416 a.C.     | Seu nome está inscrito num pote (como Hanusum) enviado para Mari por Mesanepada de Ur. O nome foi lido por Pettinato como Anubu. |
| Saumu                                                        | c. 2416-2 400 a.C.     | Ele foi atestado na carta de Enadagã como conquistando muitos territórios.                                                       |
| Istupe-Isar                                                  | c. 2 400 a.C.          | Ele foi atestado na carta de Enadagã como conquistador de Emar e outros vassalos eblaítas.                                       |
| Icum-Mari                                                    |                        | Este nome está inscrito num jarro em Mari.                                                                                       |
| Iblul-Il                                                     | c. 2 380 a.C.          | Ele forçou Ebla a pagar tributo.                                                                                                 |
| Nizi                                                         |                        | Seu reinado durou três anos. |
| Enadagã                                                      | c. 2 340 a.C.          | Ele escreveu uma carta para Ircabe-Damu de Ebla para reclamar a autoridade de Mari.                                              |
| Icunisar                                                     | c. 2 320 a.C.          | Ele é atestado nos arquivos eblaítas.                                                                                            |
| Hidar                                                        | c. 2 300 a.C.          | Ele é atestado nos arquivos de Ebla, que foi destruída durante seu reinado.                                                      |
| Isci-Mari                                                    |                        | Seu nome foi anteriormente lido como Langui-Mari. Hipoteticamente o último rei.                                                  |
| Terceiro Reino                                               |                        | |
| Xacanacus                                                    |                        | |
| Ididis                                                       | c. 2266-2 206 a.C.     | |
| Sudagã                                                       | c. 2206-2 200 a.C.     | Ele foi o filho de Ididis. |
| Ismedagã de Mari                                             | c. 2199-2 154 a.C.     | Ele governou por 45 anos. |
| Nur-Mer                                                      | c. 2153-2 148 a.C.     | Ele foi o filho de Ismedagã. |
| Istupe-Ilum                                                  | c. 2147-2 136 a.C.     | Ele foi o irmão de Nur-Mer. |
| Isgumadu                                                     | c. 2135-2 127 a.C.     | Ele governou por oito anos. |
| Apilcim                                                      | c. 2126-2 091 a.C.     | Ele foi filho de Ismedagã. Utilizou o título real lugal em sua inscrição votiva.                                                 |
| Idim-El                                                      | c. 2090-2 085 a.C.     | Seu nome é também lido como Idi-Ilum. Seu nome foi inscrito em sua estátua votiva.                                               |
| Ili-Isar                                                     | c. 2084-2 072 a.C.     | Seu nome está inscrito em um tijolo..                                                                                            |
| Turã-Dagã                                                    | c. 2071-2 051 a.C.     | Ele foi o filho de Apilcim e irmão de Ili-Isar.                                                                                  |
| Puzuristar                                                   | c. 2050-2 025 a.C.     | Ele foi o filho de Turã-Dagã. Usou o título real.                                                                                |
| Hitlal-Erra                                                  | c. 2024-2 017 a.C.     | Ele foi filho de Puzuristar. Usou o título real.                                                                                 |
| Hanundagã                                                    | c. 2016-2 008 a.C.     | Ele foi o filho de Puzuristar. Usou o título real.                                                                               |
| Isidagã                                                      | c. 2 000 a.C.          | Este nome está inscrito num selo.                                                                                                |
| Enindagã                                                     |                        | Ele foi o filho de Isidagã. |
| Itur-(...)                                                   |                        | Este nome está danificado, mas poderia ser Itur-Mer; um intervalo separa-o de Enindagã.                                          |
| Amer-Nunu                                                    |                        | Seu nome está inscrito num selo.                                                                                                 |
| Tirdagã                                                      |                        | Ele foi filho de Itur-(...). |
| Dagã-(...)                                                   |                        | Este nome está danificado e é o último atestado xacanacu.                                                                        |
| Dinastia Lim                                                 |                        | |
| Iaguidelim                                                   | c. 1830-1 820 a.C.     | Ele pode ter governador em Suprum em vez de Mari.                                                                                |
| Iadunlim                                                     | c. 1820-1 798 a.C.     | |
| Sumu-Iamã                                                    | c. 1798-1 796 a.C.     | |
| Período assírio                                              |                        | |
| Iasmadade                                                    | c. 1796-1 776 a.C.     | Ele foi o filho de Samsiadade I da Assíria.                                                                                      |
| Isarlim                                                      | c. 1 776 a.C.          | Ele foi um oficial assírio que usurpou o trono por alguns meses entre a fuga de Iasmadade e a chegada de Zinrilim.               |
| Restauração da dinastia Lim                                  |                        | |
| Zinrilim                                                     | c. 1776-1 761 a.C.     | Último rei de Mari. Desapareceu enquanto o exército babilônico invadia Mari.                                                     |